# Pau Riera i Soler
Pau Riera i Soler   (Manresa, 1795 - Barcelona, 4 d'octubre de 1863) va ser un impressor català.

## Biografia
Pel que sembla, es va formar coma impressor a Barcelona. Durant la Guerra del Francès va instal·lar-se a Mallorca segons es desprèn del registre de passaports despatxats per retornar a Catalunya des del setembre del 1813. Va fer cap a Tarragona, i el 1816 es traslladà a Reus, on el seu germà Joan ja hi vivia des del 1812. Va obrir una impremta i llibreria al carrer Major de la capital del Baix Camp, a la vora de les de Francesc Roca i dels germans Berdeguer. Oferia productes de papereria i sobretot llibres d'ensenyament i religiosos. Va ser un impressor important a la ciutat, on va publicar una Gramática de la lengua francesa, de Chantreau, i la primera edició del Diccionario manual castellano-catalán, de Magí Ferrer, que després va tenir moltes reimpressions. Pel 1833 va imprimir diverses proclames de l'ajuntament i després es va especialitzar en llibres religiosos, sobretot en catecismes que tenien molta demanda a l'època. Imprimia també novel·les i reglaments d'entitats de Reus i de la comarca. El seu germà, Ventura o Bonaventura Riera l'ajudava en la feina d'impressor. Va ser un llibreter i impressor amb prestigi a la ciutat de Reus.
A Reus, Pau Riera va tenir diversos fills. El més gran, Pau, va morir el 1838 amb 17 anys. Un altre, Eusebi Riera i Reguant (†1889), va néixer el 1829, i encara va tenir un altre fill, Ventura. El 1839 es traslladà a Barcelona, acompanyat del seu fill Eusebi, i més tard va fer-hi cap Ventura.
A la ciutat comtal, Riera va dedicar-se a publicar llibres sobretot religiosos i va fundar una llibreria on divulgava les seves edicions i venia llibres en llatí i en castellà d'aquesta temàtica. El 1848, el canonge de la Seu de Tarragona i després bisbe d'Urgell, Josep Caixal, va fundar, juntament amb Antoni Maria Claret, al carrer d'Avinyó de Barcelona, i utilitzant la infraestructura de Pau Riera, un centre de producció i difusió de gran projecció ideològica, per da defensar l'església catòlica dels atacs que sofria en aquella època. En un primer moment, es va anomenar Hermandad espiritual de los Libros Buenos. Quan Caixal i Claret van veure la necessitat d'una impremta fidel, van contractar per les seves edicions a Pau Riera i van adoptar el nom de Librería Religiosa per a les seves publicacions.
Gràcies a la formidable xarxa de distribució de l'església catòlica que li permetia arribar a tot arreu, en els seus primers 10 anys de vida (1848-1859), la impremta de Pau Riera publicà 1.711.500 llibres, 1.055.500 opuscles i 1.447.000 fulls volants. Un catàleg de 1861 permet avaluar les temàtiques de la seva producció: en primer lloc obres divulgatives de pietat, després la traducció d'obres franceses d'apologètica, i obres clàssiques d'espiritualitat catòlica (Kempis, santa Teresa de Jesús, sant Agustí, Lluís de Granada, etc.) i títols encaminats a la formació dels seminaristes, on destaca El colegial seminarista teórica y prácticamente instruido, d'Antoni Claret, que va estar vigent als seminaris fins al Concili Vaticà II. Des del principi, com que estaven allunyats de Barcelona tant Caixal com Claret, van encomanar la direcció editorial al rector de santa Maria del Mar. Sembla que això ho va aprofitar Riera per a potenciar la impremta en detriment de l'editorial, i el 1868 l'impressor reclamava 50.000 duros en concepte de deute. L'afer es devia resoldre, perquè va seguir publicant les obres de la Llibreria Religiosa.
Pau Riera va morir el 1863, i la Impremta i Llibreria Religiosa va continuar sota el nom d'Hereus de Pau Riera, perquè Eusebi Riera s'ajuntà amb el seu germà Ventura al front del negoci. Els seus successors van mantenir la impremta i l'editorial fins al 1969.